# كاميرون ايسبوسيتو
كاميرون ايسبوسيتو (بالإنجليزية: Cameron Esposito)‏ هي ممثلة أمريكية، ولدت في 17 أكتوبر 1981 بشيكاغو في الولايات المتحدة.

## وصلات خارجية
- كاميرون ايسبوسيتو على موقع IMDb (الإنجليزية)
- كاميرون ايسبوسيتو على موقع ألو سيني (الفرنسية)
- كاميرون ايسبوسيتو على موقع ميوزك برينز (الإنجليزية)
- كاميرون ايسبوسيتو على موقع أول موفي (الإنجليزية)
- كاميرون ايسبوسيتو على موقع أول ميوزيك (الإنجليزية)
- كاميرون ايسبوسيتو على موقع ديسكوغز (الإنجليزية)
- كاميرون ايسبوسيتو على موقع قاعدة بيانات الفيلم (الإنجليزية)
- كاميرون ايسبوسيتو على موقع كينوبويسك (الروسية)